# Museu d'Art Contemporani d'Elx
El Museu d'Art Contemporani d'Elx (MACE) és el museu d'art modern i contemporani més important de Elx (Baix Vinalopó, País Valencià).
El seu objectiu és investigar i difondre l'art del segle XX i està especialment dedicat als artistes de les avantguardes valencianes que van desenvolupar la renovació plàstica de postguerra. Té la seu a l'edifici que era l'antic ajuntament del Raval, a la plaça Major del Raval. S'hi exposen obres dels col·lectius d'artistes com El Paso i Dau al Set.

## Edifici
El museu està situat al barri del Raval de Sant Joan, on en època medieval es trobava la població d'origen andalusí. Més tard, un vegada expulsats els moriscos en el segle xvii, es va constituir amb els nous pobladors un ajuntament nou, diferenciat de la vila d'Elx, el 1611.
L'edifici del museu, és l'antiga seu de l'ajuntament del raval, construït el 1655. Es tracta d'un edifici civil, originàriament d'una alçària, primer pis i façana porticada. Posteriorment l'edifici va deixar de ser ajuntament el 1827 i es va convertir en escola. El 1974, l'Ajuntament va aprovar el projecte de reforma i ampliació de l'edifici per a museu municipal. El 1978, després de realitzar-se la remodelació de l'edifici, es va destinar a albergar el museu d'art contemporani, que s'inaugurà un any més tard.

## Història
El museu fou iniciativa dels membres del Grup d'Elx, els artistes Joan Castejón, Albert Agulló, Toni Coll i Sixto Marco. També van contribuir a la seua fundació alguns crítics d'art, com Vicente Aguilera Cerni i Ernest Contreras i altres col·lectius. El 1979 l'ajuntament d'Elx aprovà en el ple donar suport al projecte de la creació del museu, el 1980 es va fer realitat.

## Col·lecció permanent
La col·lecció del museu s'exposa de forma permanent a les seues sales. Els seus fons il·lustren les manifestacions artístiques bàsiques de l'art del segle XX al País Valencià. Per tant, la col·lecció pertany a un context històric i artístic de gran pes d'aquest país. El museu s'organitza en quatre sales en què es pot veure una col·lecció variada, en el qual hi ha dos corrents pictòriques avantguardistes dels anys 1950 i 1980: l'art abstracte, i l'art figuratiu o realista. Alguns dels artistes que formen part de la col·lecció són Juana Francés, Manuel Rivera, Eusebi Sempere, Arcadi Blasco, José Hernández, Albert Ràfols Casamada, Antoni Miró, i Salvador Victoria.